# Codonanthopsis mansfeldiana
Codonanthopsis mansfeldiana är en tvåhjärtbladig växtart som beskrevs av Frederico Carlos Hoehne. Codonanthopsis mansfeldiana ingår i släktet Codonanthopsis och familjen Gesneriaceae. Inga underarter finns listade i Catalogue of Life.